# Villa Rieter

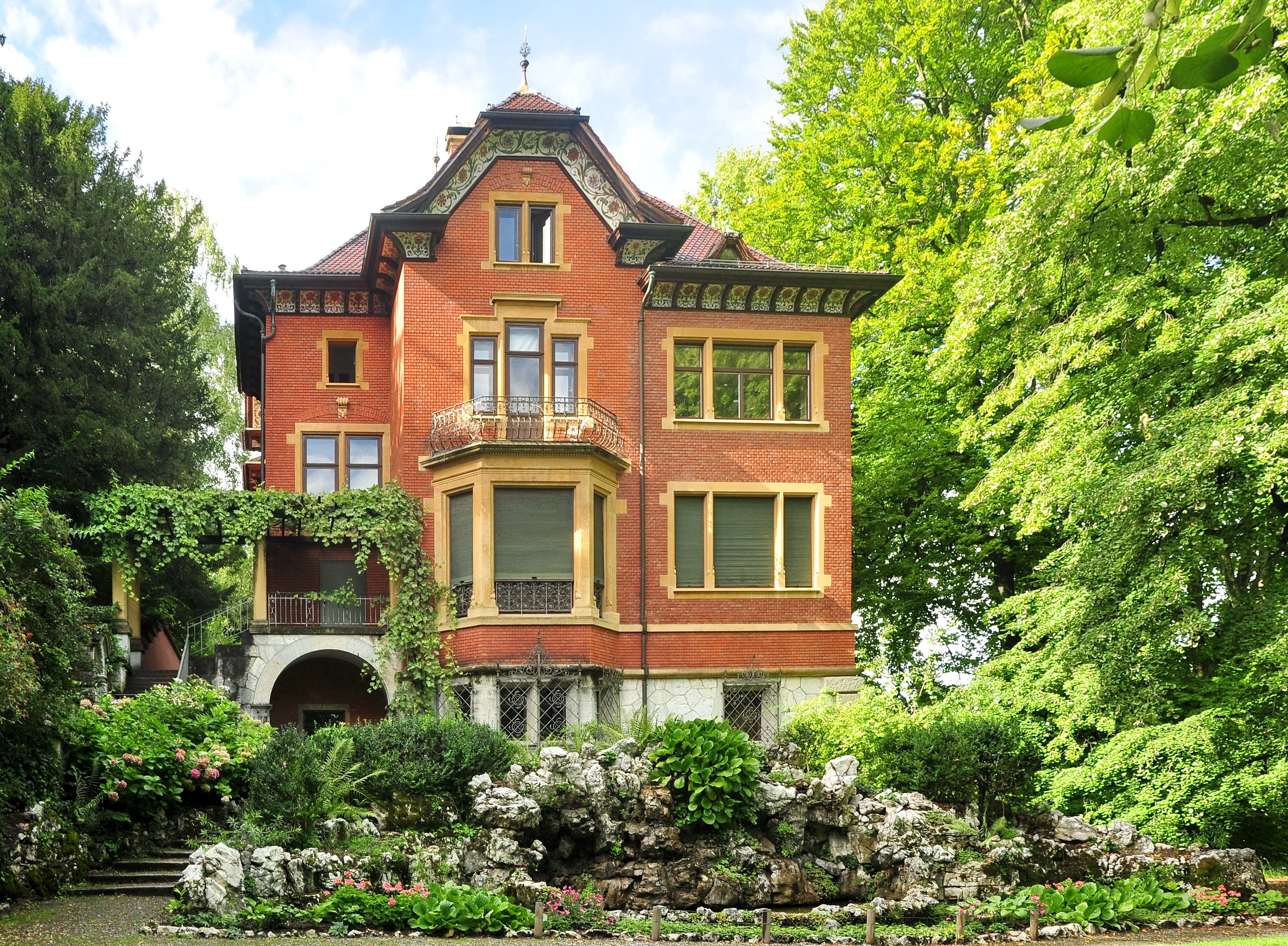
Park-Villa Rieter, Südseite

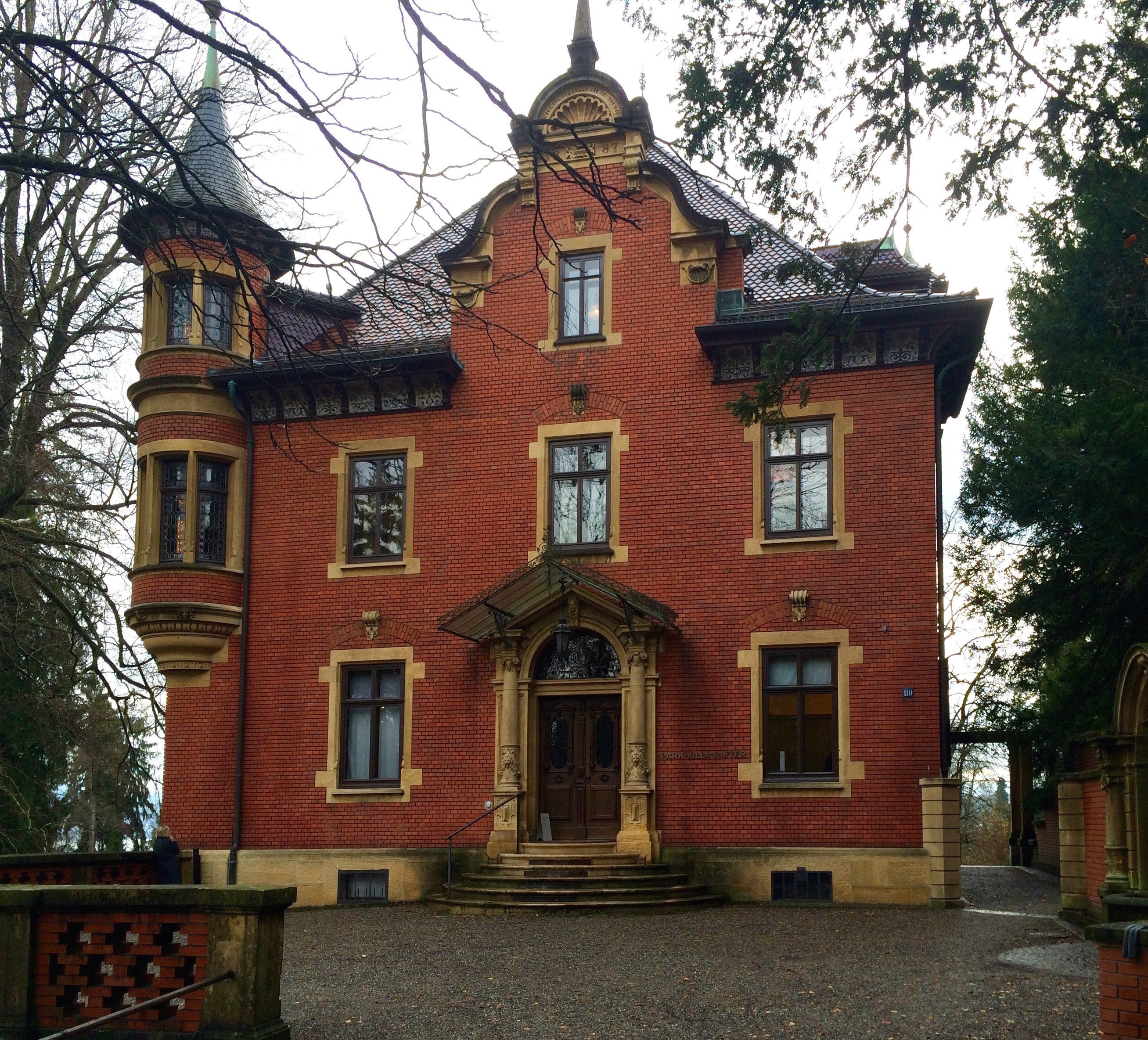
Park-Villa Rieter, Nordseite

Die Park-Villa Rieter ist eine als Museumsgebäude genutzte Villa in Zürich. Ihren Namen hat die Villa von der Grossindustriellenfamilie Rieter aus Winterthur, die das Haus von 1886 bis 1888 von Alfred Friedrich Bluntschli im ebenfalls nach ihnen benannten Rieterpark errichten liess.
Zusammen mit den Villen Wesendonck und Schönberg sowie dem Haus zum Kiel bildet sie das Museum Rietberg, ein Museum für aussereuropäische Kunst.
In der dreigeschossigen, etwas abseits der Villa Wesendonck gelegenen Park-Villa Rieter werden weitere Exemplare und Stücke des Museum Rietberg ausgestellt. Im Keller der Villa befindet sich ein Musiksaal, in dem zu den Ausstellungen begleitende Veranstaltungen durchgeführt werden können.
Der Haupteingang ist Richtung Norden ausgerichtet und blickt auf die Terrasse der Villa Wesendonck.